# Morus (zoologia)
Morus Linnaeus, 1753 è un genere di uccelli marini della famiglia dei Sulidi.

## Descrizione
Le specie del genere Morus sono uccelli marini, grandi come oche, che vivono nelle regioni temperate. Ne esistono tre tipi che alcuni ornitologi considerano come tre specie diverse, mentre altri come tre varietà di un'unica specie. Ciò che possiamo dire al riguardo è che poca è la differenza fra questi tre tipi di uccelli.
Le sule del genere Morus sono uccelli oceanici, che giungono sulla terraferma solo nel periodo della riproduzione; sono resistentissimi al volo e sono in grado di coprire grandissime distanze, specie durante il loro primo anno di vita. Si è potuto constatare, mettendo degli anelli ad alcuni esemplari, che le sule della Nuova Zelanda migrano verso le acque australiane mettendosi in volo poco dopo aver lasciato il nido la prima volta, percorrendo in media 450 km al giorno.
Le sule del nord invece migrano verso il sud fino a raggiungere il Golfo del Messico e le Canarie.
La sula settentrionale nidifica sulle due coste dell'Atlantico. In America ne esistono una mezza dozzina di colonie a Terranova e nel Golfo di San Lorenzo. Questo uccello nidifica anche lungo le coste dell'Islanda, delle Fær Øer e delle Isole Britanniche; inoltre costituisce piccole colonie in Norvegia, in Bretagna e nelle Isole del Canale. La colonia più numerosa si trova nell'Isola di Saint Kilda.
Infine la sula del Capo nidifica nell'Africa meridionale, mentre la sula australiana nello Stretto di Bass, fra l'Australia e la Tasmania, come pure nell'Isola del Nord della Nuova Zelanda.

## Tassonomia
Tre specie sono classificate nel genere Morus:
- Morus bassanus (Linnaeus, 1758) - sula settentrionale
- Morus capensis (Lichtenstein, 1823) - sula del Capo
- Morus serrator (G.R.Gray, 1843) - sula australiana

## Evoluzione
La maggior parte dei reperti fossili ritrovati appartengono al tardo Miocene o al Pliocene, periodi in cui la diversità degli uccelli marini era in generale più alta di quella odierna. La causa del marcato declino verso la fine del Pleistocene non è nota con precisione; tra le ipotesi portate ci sono l'accresciuta concorrenza e diffusione dei mammiferi marini e l'attività delle supernovae che avrebbe portato all'estinzione di massa di molta vita marina.
Nei reperti fossili il genere Morus è molto meglio documentato delle Sula, anche se queste ultime oggi sono più numerose.
La causa non è chiara; potrebbe dipendere da una migliore capacità di adattamento di queste ultime, come da situazioni contingenti localizzate che hanno loro permesso di resistere meglio alle variazioni climatiche del tardo Pliocene, ma anche dalla temporanea mancanza di ritrovamenti fossili in attesa di ulteriori scoperte.
Oggi il genere Morus ha un areale ristretto agli oceani temperati, mentre le Sula sono diffuse anche in acque tropicali.
Le specie fossili ritrovate includono:
- Morus loxostylus (Miocene inferiore, coste orientali degli USA)—include M. atlanticus
- Morus olsoni (Miocene medio della Romania)
- Morus lompocanus (Miocene superiore di Lompoc, USA)
- Morus magnus (Miocene superiore, California)
- Morus peruvianus (Miocene superiore, Pisco, Perù)
- Morus vagabundus (Miocene superiore, Temblor California)
- Morus willetti (Miocene superiore, California)— precedentemente classificato come Sula
- Morus sp. (Miocene superiore, Sharktooth Hill, USA: Miller 1961)—potrebbe trattarsi di M. magnus
- Morus sp. 1 (Miocene superiore/Pliocene inferiore, Lee Creek Mine, USA)
- Morus sp. 2 (Miocene superiore/Pliocene inferiore, Lee Creek Mine, USA)
- Morus peninsularis (Pliocene inferiore)
- Morus recentior (Pliocene medio, California, USA)
- Morus reyanus – Del Rey Gannet (Pleistocene superiore, costa occidentale degli USA)